# Huissensedijk
De Huissensedijk is een dijk in de Nederlandse gemeente Arnhem die loopt van Huissen tot Elden. Het is een voormalige bandijk die het achtergelegen gebied beschermde tegen hoogwater van de rivier de Rijn. Door de diverse kolken of wielen langs de dijk, ontstaan door dijkdoorbraken, zijn rond de dijk bijzondere parken en natuurgebieden ontstaan. Autoverkeer mag maar beperkt gebruikmaken van de dijk.
De Huissensedijk is sinds de indijking van de Malburgsche Polder in 1935 geen bandijk meer. Deze functie is overgenomen door de toen aangelegde Malburgsedijk. In Elden bij het Wiel bij het Zwaantje op de kruising met de Rijksweg-West en het Kleidijkpad loopt de Huissensedijk over in de Drielsedijk.

## Buitenwiel bij Holthuizen
De Buitenwiel bij Holthuizen ligt ten zuidoosten van de Arnhemse wijk Holthuizen. Het wiel, wat tegenwoordig alleen nog herkenbaar is aan een laagte in het landschap ligt aan de noordzijde van de dijk in het Arnhemse Immerloopark. Het is mogelijk ontstaan bij een dijkdoorbraak in 1571. Deze doorbraak had plaats tegen de grens van Huissen, destijds een enclave van het Hertogdom Kleef. Ter hoogte van die grens lag een landweer, bestaande uit een wal begroeid met een doornhaag. Na de dijkbreuk strooide het rivierwater massa’s zand uit over het omliggende boerenland. De oude naam van een naburig perceel, de Santkamp, herinnerde aan die overslag. Na de ramp verrees binnenom het wiel een nieuwe dijk, een inlaagdijk. De kolk geraakte daardoor in de Malburgse buitenpolder.

## Grote Kolk van Hoogerbrugge
De Grote Kolk van Hoogerbrugge ligt ten noordwesten van Huissen en oostelijk van de Arnhemse wijk Holthuizen aan de zuidzijde van de Huissense dijk. Dit gedeelte van de dijk staat ook bekend als de Holthuizerdijk. De kolk is ontstaan bij een dijkdoorbraak in januari 1651. Na een winter met veel ijs stond de rivier hoog door afvoer van dooiwater waardoor de Malburgsche Polder vol stroomde. Vervolgens brak de Huissensedijk door, mogelijk als gevolg van kwelwater. De dijk werd pas gerepareerd in de herfst van 1651 door onenigheid over de kosten. De dijk lag namelijk op Huissens grondgebied, wat behoorde aan Hertogdom Kleef. Huissen had zelf echter geen last van de doorbraak en de dijk werd gerepareerd door de dijkstoel van Over-Betuwe.

## Kleine Kolk van Hoogerbrugge
De Kleine kolk van Hoogerbrugge direct westelijk van de grote kolk is ontstaan door een dijkdoorbraak in 1433. Deze dijkdoorbraak ontstond door opgehoopte ijsschotsen na een strenge winter, waardoor de afvoer van het water werd belemmerd. Ook deze dijkdoorbraak werd gerepareerd door de dijkstoel van Over-Betuwe.

De Grote en de Kleine Kolk vormen tegenwoordig de natte kern van het Huissense Park Holthuizen.

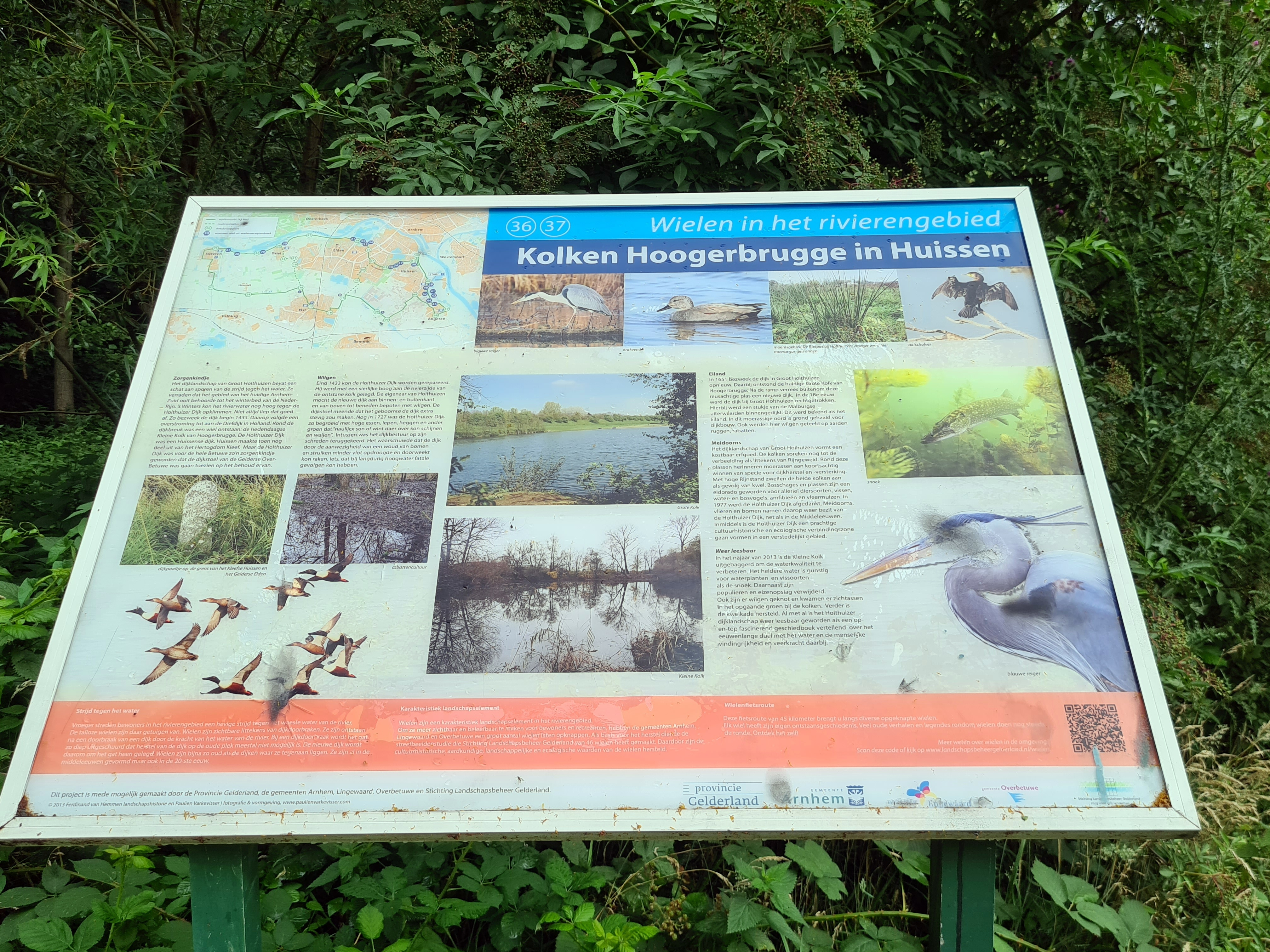
Informatiebord Kolken Hoogerbrugge
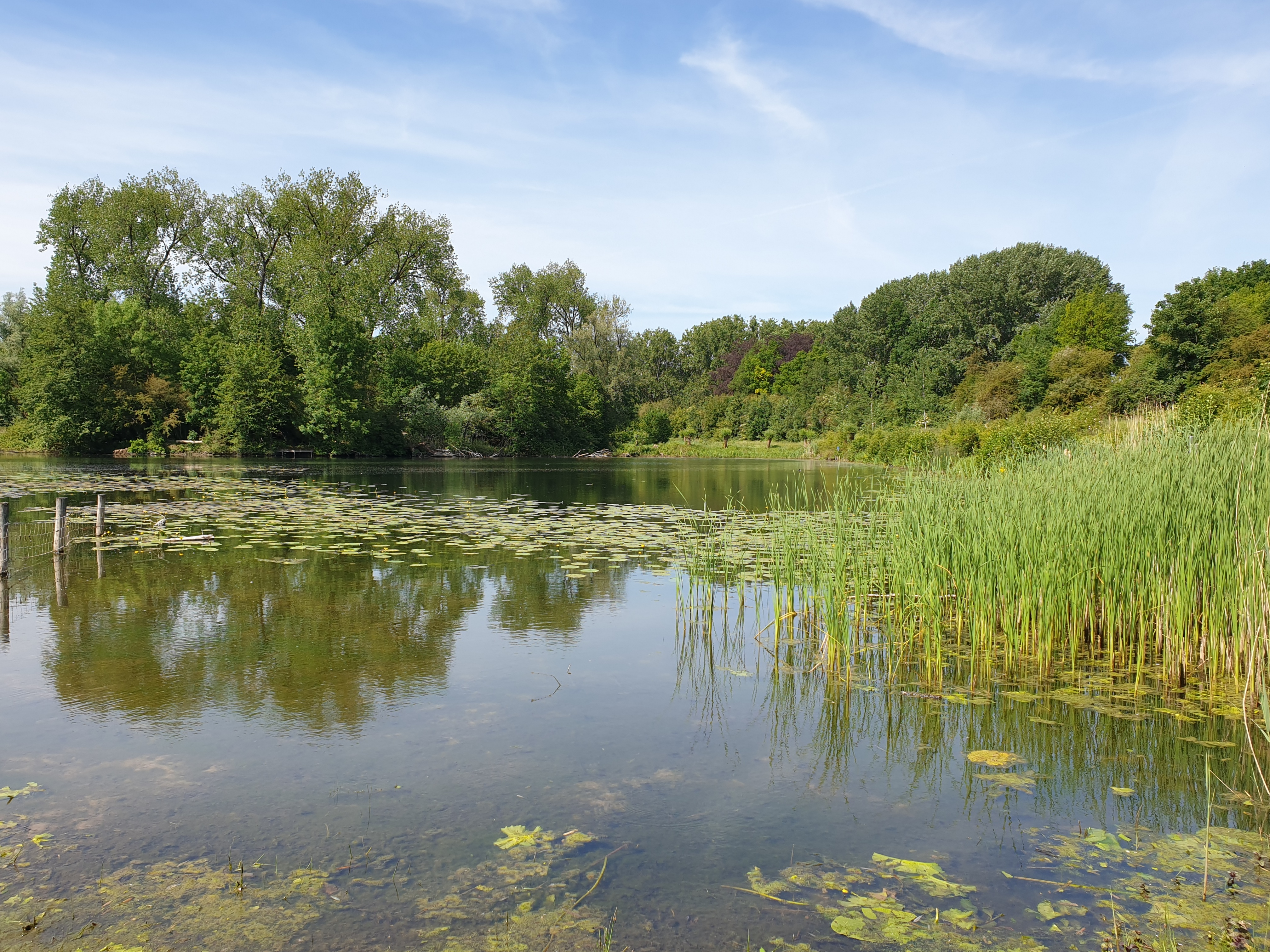
Grote kolk van Hoogerbrugge
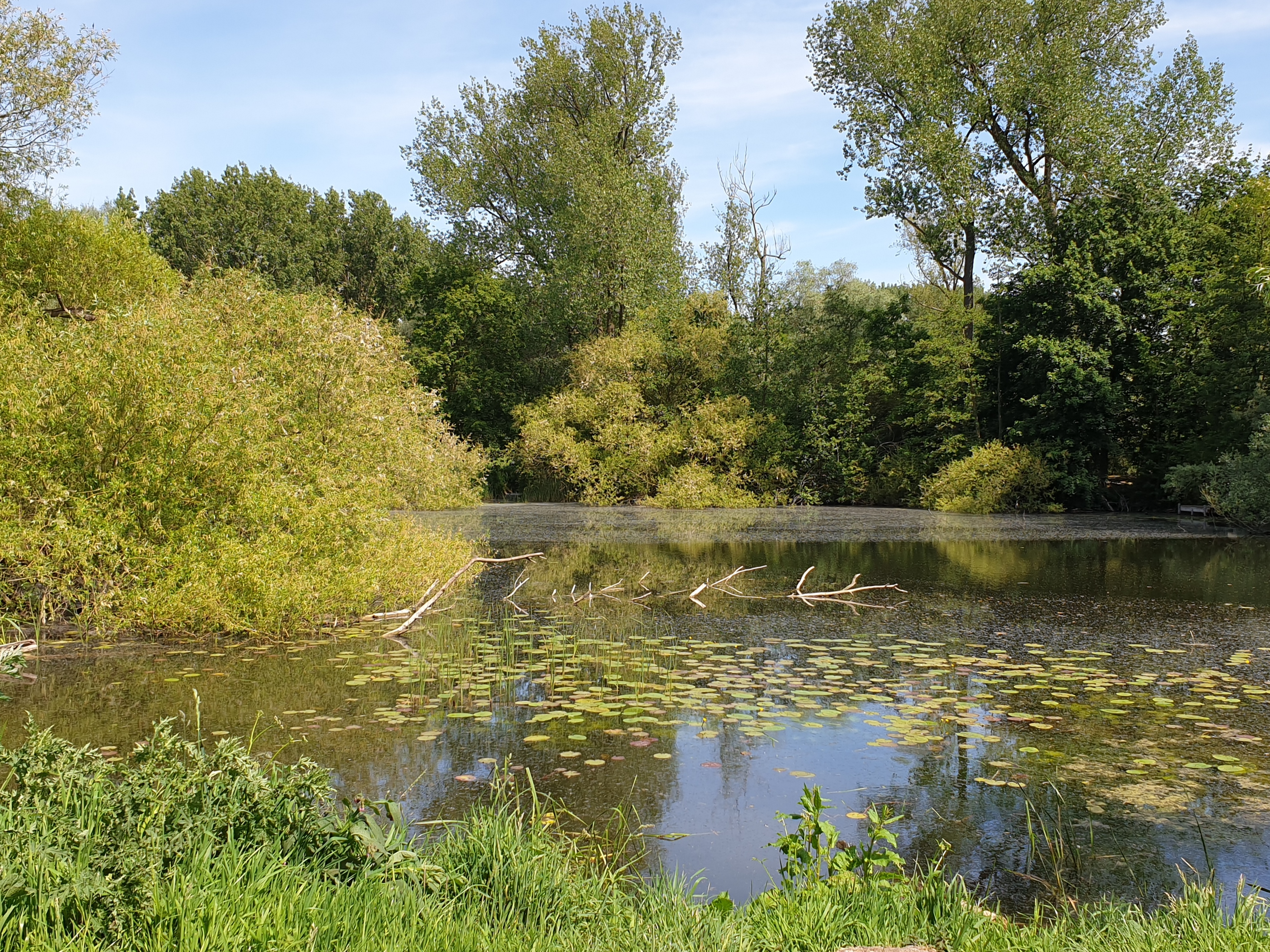
Kleine kolk van Hoogerbrugge

## Wielen bij Klein Holthuizen

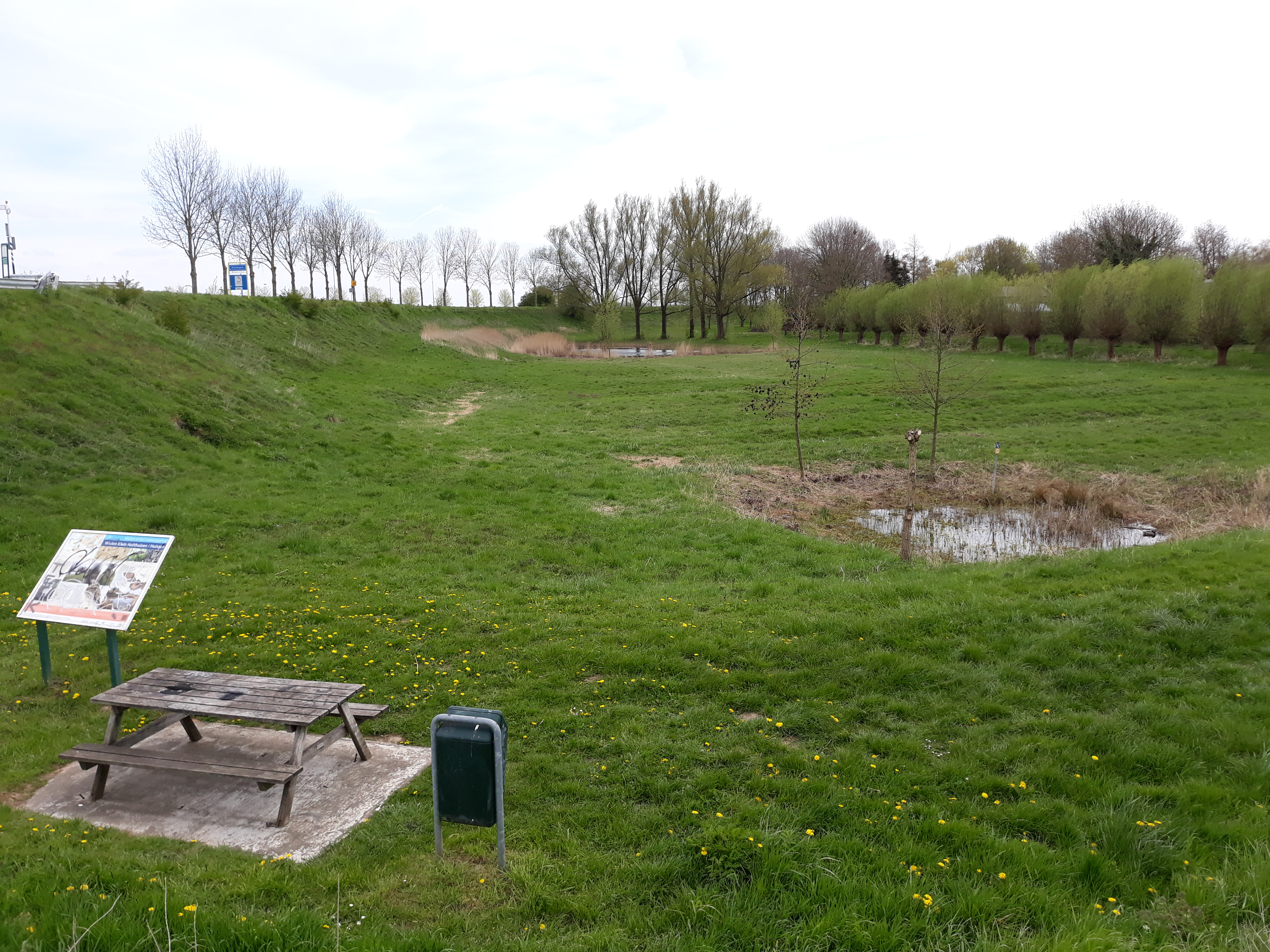
Wielen Klein Holthuizen

Mogelijk zijn deze wielen gevormd in 1560. Er was toen sprake van schade aan de dijk bij Klein Holthuizen als gevolg van het “inleggen” van de Malburgse dijk. Het boveneinde van deze dijk was daarbij verhuisd naar een punt beneden Klein Holthuizen. Hierdoor werd de dijk bij Klein Holthuizen niet meer beschermd door de Malburgse dijk. Schuin gelegen ten opzichte van de rivier, stuwde die Malburgse dijk het Rijnwater op. Daardoor liep de dijk bij Klein Holthuizen eerder over, waarbij twee kolkjes moeten zijn ontstaan. Bij het westelijke plasje is het dijkbeloop met het dijkherstel gewijzigd; elders kon het kennelijk worden gehandhaafd. Mettertijd zijn de twee kolkjes voorzien van een kweldam.
Vóór 1910 werd de nabije dijk rechtgetrokken en het westelijke kolkje goeddeels gedicht. Hiermee verdwenen de enige sporen in het dijkbeloop die wezen op dijkoverloop en -herstel.